# Harmersbachtalbahn
Koordinaten: 48° 21′ 26″ N, 8° 5′ 48″ O
| Triebzug im Bahnhof Zell (Harmersbach) |                      |                           |                           |
| Streckennummer: | 9427                 |                           |                           |
| Kursbuchstrecke (DB): | 722                  |                           |                           |
| Kursbuchstrecke: | 302r (1946)          |                           |                           |
| Streckenlänge: | 10,6 km              |                           |                           |
| Spurweite: | 1435 mm (Normalspur) |                           |                           |
| Streckenklasse: | C2                   |                           |                           |
| Streckengeschwindigkeit: | 80 km/h              |                           |                           |
| Zugbeeinflussung: | PZB, IMU             |                           |                           |
| |                      |                           |                           |
| \| \| \| von Offenburg \| \| \| \| 0,0 \| Biberach (Baden) \| Biberach (Baden) \| \| \| \| nach Singen (Hohentwiel) \| \| \| \| \| Erlenbach \| \| \| \| 3,3 \| Zell (Harmersbach) \| Zell (Harmersbach) \| \| \| 4,5 \| Birach \| Birach \| \| \| 5,5 \| Unterharmersbach \| Unterharmersbach \| \| \| 7,0 \| Kirnbach-Grün \| Kirnbach-Grün \| \| \| 9,0 \| Oberharmersbach Dorf \| Oberharmersbach Dorf \| \| \| 10,6 \| Oberharmersbach-Riersbach \| Oberharmersbach-Riersbach \| |                      |                           |                           |
| Strecke |                      | von Offenburg             | von Offenburg             |
| Bahnhof | 0,0                  | Biberach (Baden)          | Biberach (Baden)          |
| Abzweig geradeaus und nach rechts |                      | nach Singen (Hohentwiel)  | nach Singen (Hohentwiel)  |
| Brücke über Wasserlauf |                      | Erlenbach                 | Erlenbach                 |
| Bahnhof | 3,3                  | Zell (Harmersbach)        | Zell (Harmersbach)        |
| Haltepunkt / Haltestelle | 4,5                  | Birach                    | Birach                    |
| Haltepunkt / Haltestelle | 5,5                  | Unterharmersbach          | Unterharmersbach          |
| Haltepunkt / Haltestelle | 7,0                  | Kirnbach-Grün             | Kirnbach-Grün             |
| Haltepunkt / Haltestelle | 9,0                  | Oberharmersbach Dorf      | Oberharmersbach Dorf      |
| Kopfbahnhof Streckenende | 10,6                 | Oberharmersbach-Riersbach | Oberharmersbach-Riersbach |

Die Harmersbachtalbahn ist eine 10,6 Kilometer lange Nebenbahn, die in Biberach (Baden) von der Schwarzwaldbahn abzweigt, in Oberharmersbach-Riersbach endet und von der Südwestdeutschen Landesverkehrs-GmbH (SWEG) betrieben wird. Sie folgt auf ihrer gesamten Strecke dem Harmersbach.

## Geschichte
Die Harmersbachtalbahn wurde am 15. Dezember 1904 durch die Bau- und Betriebsunternehmung Vering & Waechter aus Berlin eröffnet, von der sie am 1. April 1917 auf die Deutsche Eisenbahn-Betriebsgesellschaft AG überging. Seit 1963 gehört sie zur landeseigenen SWEG.
Seit Dezember 2005 werden einzelne Fahrten über Biberach (Baden) hinaus von bzw. nach Offenburg durchgebunden. Der Schienenverkehr wird durch die parallel verlaufende Buslinie 722 der SWEG ergänzt, die bis 2019 von einem lokalen Subunternehmer bedient wurde. Seit 2019 betreibt die SWEG den Busverkehr selbst.
Seit Dezember 2014 wird die Strecke von der SWEG nicht mehr eigenwirtschaftlich bedient, sondern als von der Nahverkehrsgesellschaft Baden-Württemberg mittels Verkehrsvertrag bestellte Leistung. Das in den Tarifverbund Ortenau integrierte Angebot wurde gleichzeitig zu einem annähernden Stundentakt verdichtet.
Für den Einsatz der batterieelektrischen Triebzüge des Typs Mireo Plus B wurde im  Bahnhof Biberach das Stichgleis der Harmersbachtalbahn (Gleis 7) zwischen März und April 2023 teilweise elektrifiziert. Außerdem wurden alle Stationen modernisiert und haben neue 100 Meter lange Bahnsteige bekommen, um auch Doppeltraktionen der neuen Fahrzeuge aufnehmen zu können.

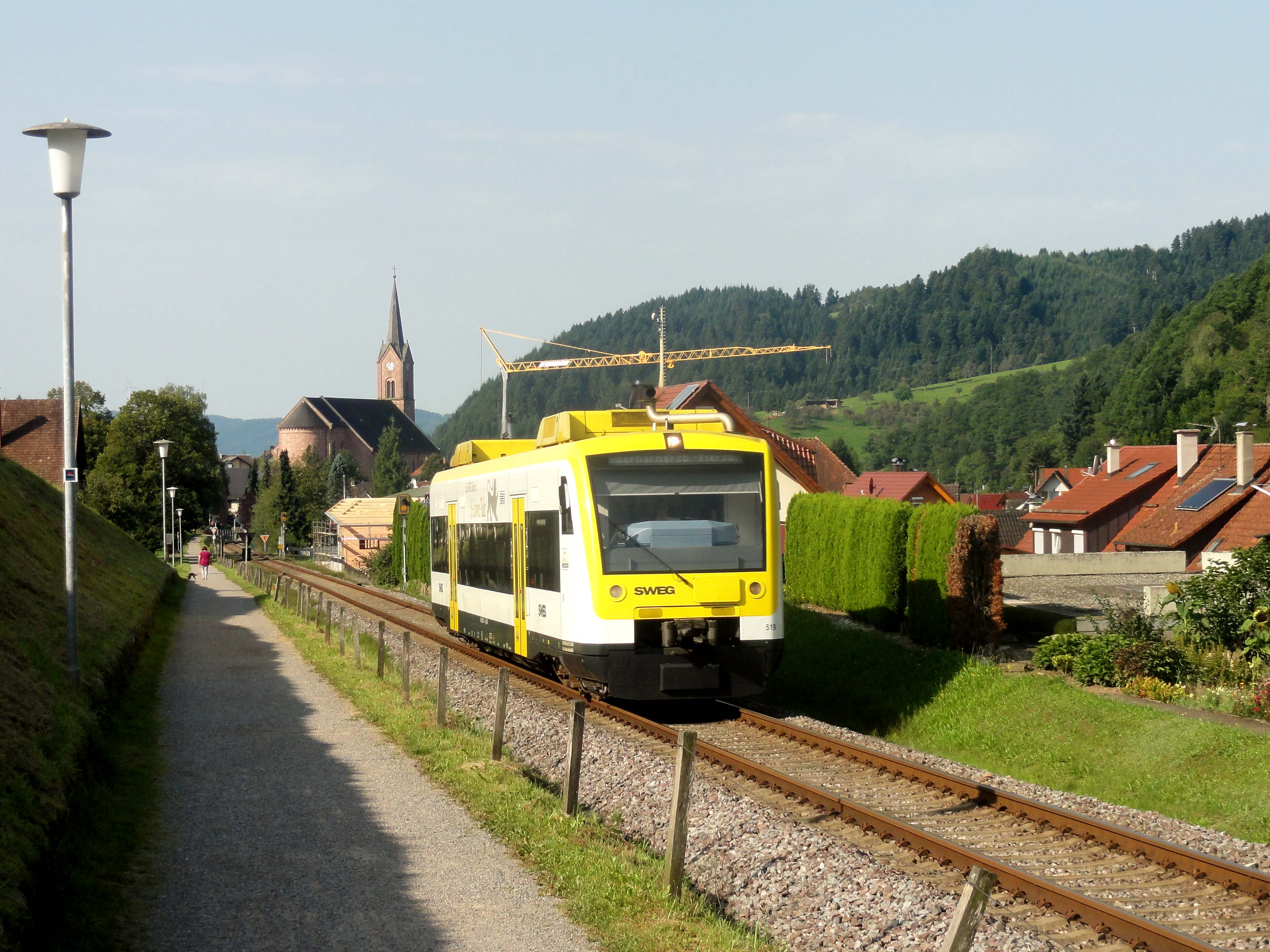
Regio-Shuttle der SWEG nach Oberharmersbach-Riersbach in Oberharmersbach (2017)
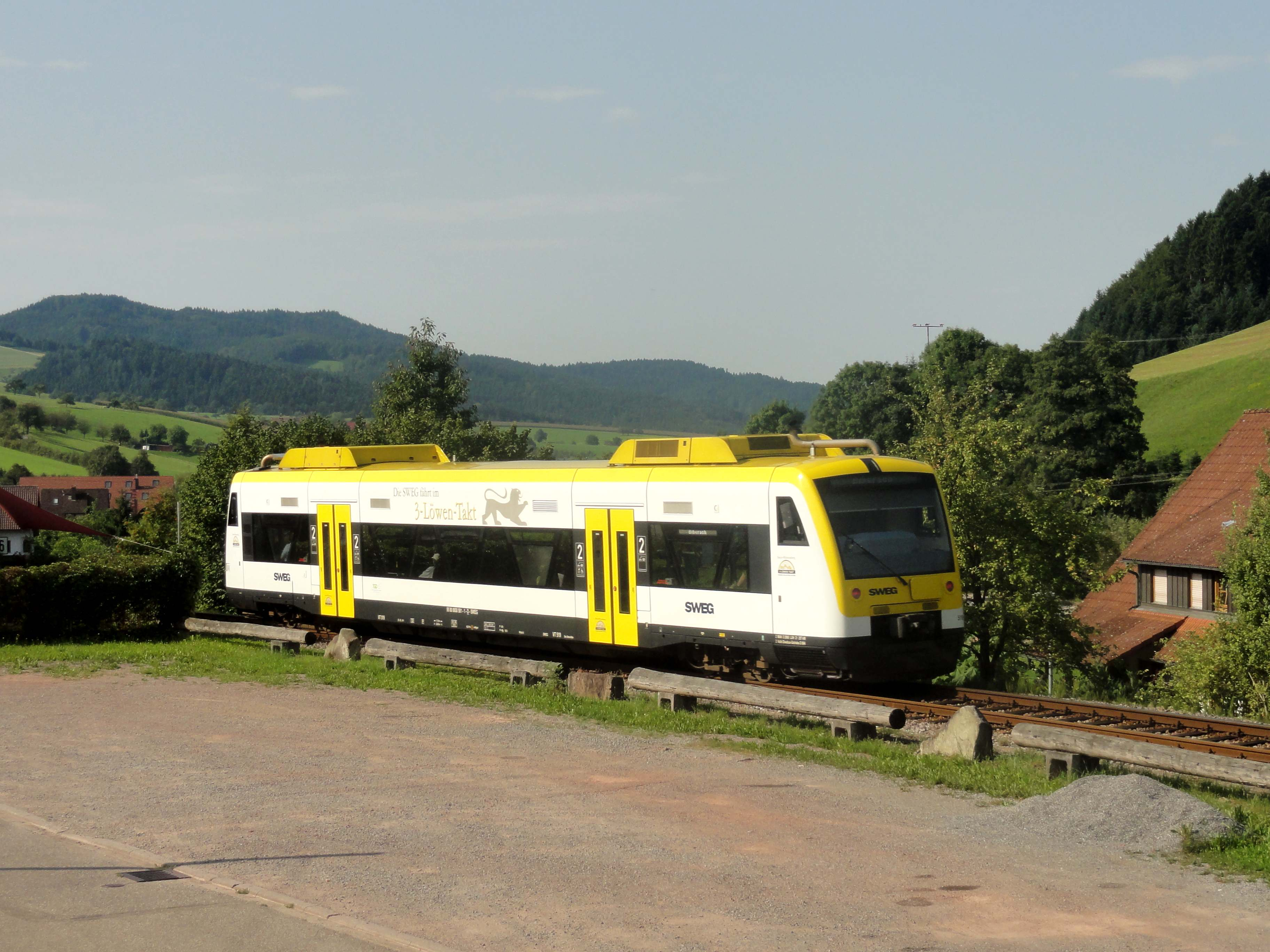
Regio-Shuttle der SWEG nach Biberach (Baden) in Oberharmersbach (2017)
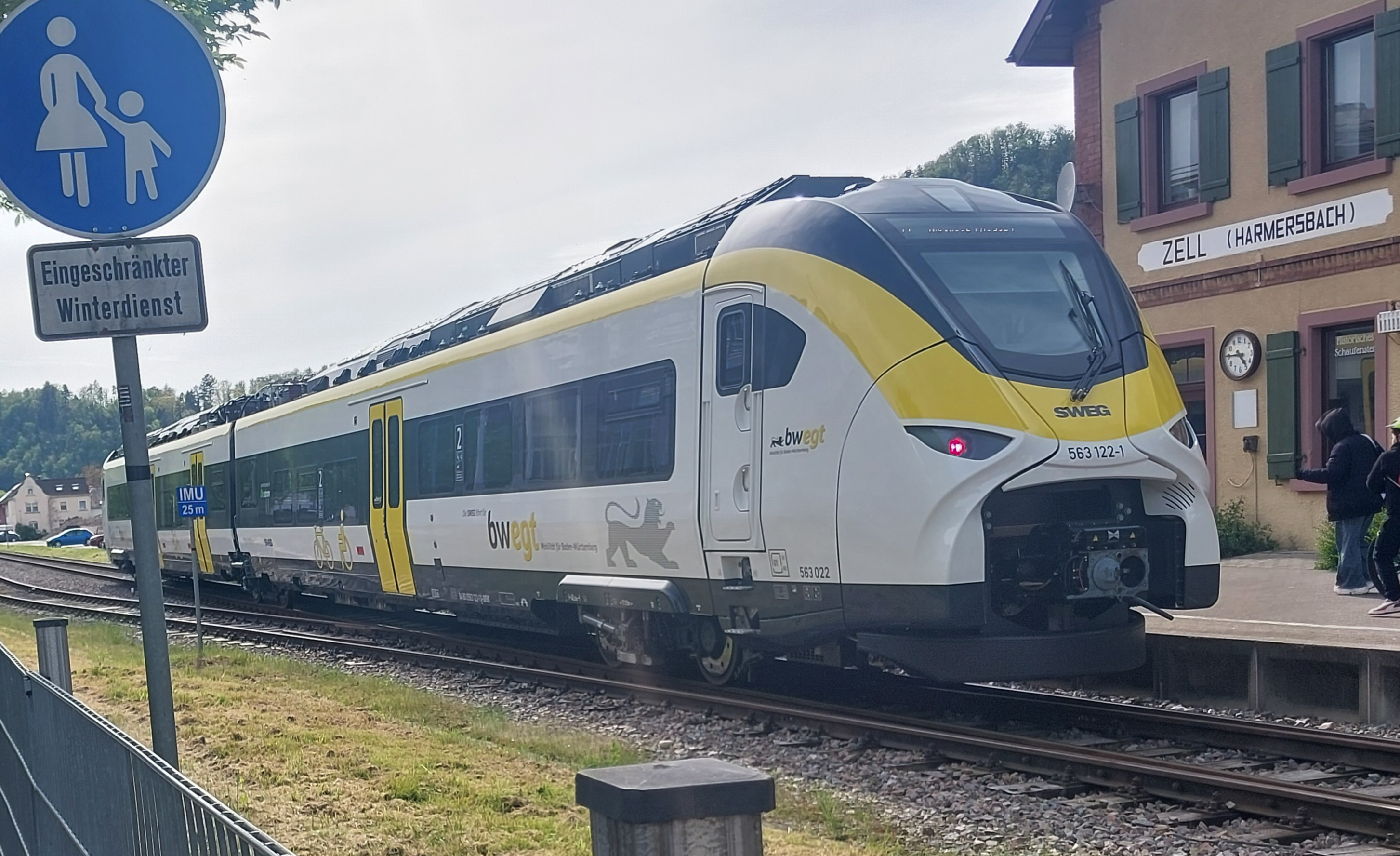
Mireo Plus B nach Biberach (Baden) in Zell am Harmersbach (2024)
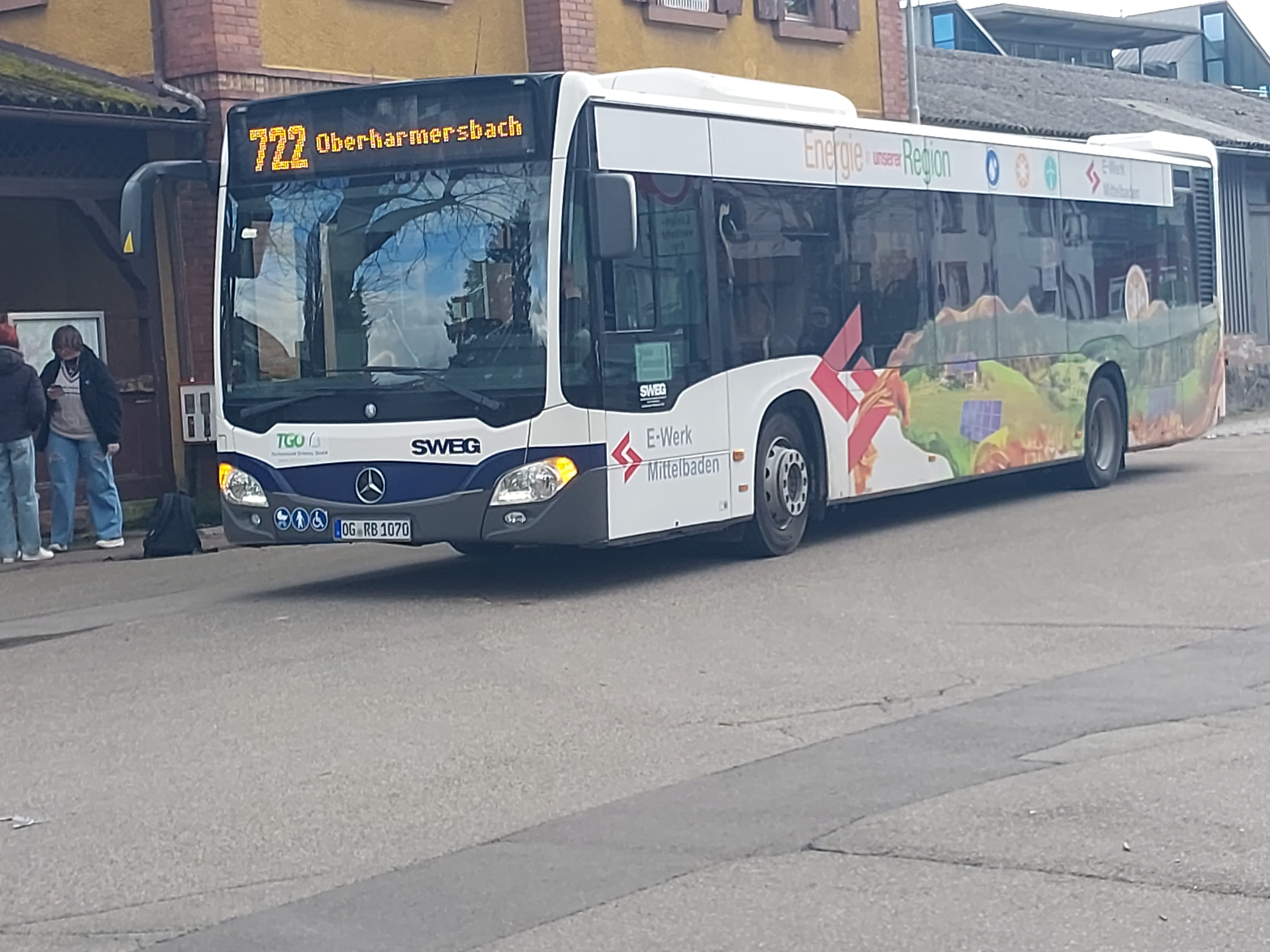
Bus der SWEG in Zell am Harmersbach